# Dane Kelly
Dane Kelly (Parrocchia di Saint Catherine, 9 febbraio 1991) è un calciatore giamaicano, attaccante svincolato.

## Carriera

### Club
Tra il 2010 ed il 2015 ha giocato 15 partite nella prima divisione giamaicana. Nel 2018 ha giocato una partita in MLS.

### Nazionale
Ha esordito in nazionale nel 2017.

## Palmarès

### Club

#### Competizioni nazionali
- Premier League: 1

Tivoli Gardens: 2011
- Flow Champions Cup: 1

Tivoli Gardens: 2010-2011
- United Soccer League (lega): 1

Charleston Battery: 2012